# Maigana
 (janvier 2019).
Maigana est une petite ville tchadienne dans le département de Dababa (région du Hadjer-Lamis), située à une altitude de 299 m.